# Alex Tarrant
Alexander Tarrant-Keepa (Raglan, 1991) è un attore neozelandese. È conosciuto per aver interpretato Kai Holman nella serie poliziesca della CBS NCIS: Hawai'i e Valandil nel Il Signore degli Anelli - Gli Anelli del Potere di Amazon Prime.

## Biografia
Tarrant è cresciuto a Raglan, in Nuova Zelanda. Ha antenati Māori, Samoani e Niueani. Si è diplomato alla Fraser High School nel 2008. Mentre frequentava il liceo, ha partecipato alla produzione delle scuole nazionali del New Zealand Shakespeare Globe Centre e ha poi fatto parte della Young Shakespeare Company nel 2009.
Tarrant si è laureato alla Toi Whakaari, la più importante scuola di recitazione nazionale della Nuova Zelanda, nel 2012, dopo aver vinto la borsa di studio Museum Art Hotel per il suo ultimo anno. Mentre era a Toi Whakaari, a Tarrant fu diagnosticata la dislessia.

## Carriera
Tarrant è apparso nella quarta stagione di SeaChange ha interpretato Maui nella miniserie della BBC del 2015 Tatau.
Tarrant è apparso in When We Go to War, Filthy Rich - Ricchi e colpevoli, 800 Words e The Other Side of Heaven 2: Fire of Faith. Dal 2018 al 2019, ha interpretato il dottor Lincoln Kimiora nella soap opera neozelandese in prima serata Shortland Street.
Ha interpretato un leader ribelle nel film del 2021, Night Raiders che è stato selezionato per il Toronto International Film Festival 2021. Ha interpretato Valandil nella serie di Amazon MGM Studios Il Signore degli Anelli - Gli Anelli del Potere. Tarrant è tra i protagonisti della serie poliziesca della CBS, NCIS: Hawai'i, che ha debuttato nel settembre 2021.

## Vita privata
Tarrant è sposato con l'attrice Luci Hare e hanno un figlio.

## Filmografia

### Cinema
- The Hunt - cortometraggio (2019)[16]
- The Other Side of Heaven 2: Fire of Faith, regia di Mitch Davis (2019)[17]
- Night Raiders, regia di Danis Goulet (2021)[17]

### Televisione
- Common Ground – serie TV (2014-2015)
- Nothing Trivial – serie TV, episodio 4x01 (2014)
- Tatau, regia di Wayne Che Yip, Joshua Frizzell e Michael Hurst – miniserie TV (2015)
- When We Go to War, regia di Peter Burger – miniserie TV (2015)
- 800 Words – serie TV, 39 episodi (2015-2018)
- Filthy Rich – serie TV, 33 episodi (2016-2017)
- Shortland Street – serial TV, 148 puntate (2018-2019)
- SeaChange – serie TV, 8 episodi (2019)
- Head High – serie TV, episodio 1x05 (2020)
- Mean Mums – serie TV, 5 episodi (2020)
- Vegas – serie TV, 6 episodi (2021)
- NCIS: Hawai'i – serie TV, 54 episodi (2021-2024)
- Il Signore degli Anelli - Gli Anelli del Potere (The Lord of the Rings: The Rings of Power) – serie TV, 8 episodi (2022-2024)

## Doppiatori italiani
Nelle versioni in italiano nelle opere in cui ha recitato, Alex Tarrant è stato doppiato da:
- Alessandro Campaiola in 800 Words, NCIS: Hawai'i
- Alex Polidori in Il Signore degli Anelli - Gli Anelli del Potere